# ヤブコウジ属
ヤブコウジ属（ヤブコウジぞく、学名； Ardisia、和名漢字表記：藪柑子属）は、サクラソウ科の属の1つ。
従来の新エングラー体系、クロンキスト体系では、サクラソウ目ヤブコウジ科の属としていた。

## 特徴
常緑の高木から低木、また草状の小低木まである。葉は単葉で多くは互生、ときに対生、輪生し、縁は全縁、鋸歯または波状の歯牙がある。花序は円錐状、散房状または散状となり、茎先または葉腋につく。花は両性花であるが一部が雄性で、5数性ときに4数性、色は白色または帯紅色で小型である。萼は5深裂する。花冠は5裂し基部でわずかに合着し、花冠裂片は片巻き状に右回りに並ぶ。雄蕊は5個あり花筒の基部につき、花冠裂片と対生する。雌蕊は1個で花冠と同じ長さかやや長い、子房は上位につき1室ある。果実は液果様の核果で、球形または扁球形となり、多くは紅色に熟し、1個の大型の種子が入る。

## 分布
世界に約400-500種あり、インドから東南アジアにかけて、東アジア、太平洋諸島、熱帯アメリカ、オーストラリアに分布する。日本には8種ほど知られる。

## 種
和名（別名）、学名はYistによる。

### 日本に分布する種
- マンリョウ Ardisia crenata Sims – 常緑小低木で高さ30-100cmになる。7月に枝先に白い花を10数個つけ、果実は11月頃赤く熟し4月頃まで残る。本州（関東地方以西）、四国、九州、琉球諸島に分布し、常緑樹林内に生育する。名前が「万両」と縁起がいいため、庭木や鉢植えとして栽培され、正月の飾りに使われる。国外では朝鮮半島、中国大陸、台湾、東南アジア、インドに分布する[2][5]。
- カラタチバナ Ardisia crispa (Thunb.) A.DC. - 常緑小低木で高さ20-70cmになる。7月に葉腋に白い花を10数個つけ、果実は11月頃赤く熟し4月頃まで残る。本州（福島県以西・新潟県以西）、四国、九州、琉球諸島に分布し、常緑樹林内に生育する。マンリョウ（万両）に対してヒャクリョウ（百両）とも言われ、庭木や鉢植えとして栽培さる。国外では中国大陸、台湾に分布する[2][5][7][8]。
- シナヤブコウジ（別名：シナタチバナ、シナマンリョウ） Ardisia cymosa Blume - 常緑小低木で高さ25-40cmになる。4-6月に葉腋に白い花を3-5個つけ、果実は紅色から熟して黒色なる。奄美大島、徳之島に分布する。国外では中国大陸南部、台湾に分布する[5]。絶滅危惧II類(VU)（環境省）。
  - Syn. Ardisia chinensis Benth.
- ヤブコウジ Ardisia japonica (Thunb.) Blume - 常緑小低木で高さ10-20cmになる。7-8月に前年枝の葉腋に白い花を下向きに2-5個つけ、果実は10-11月頃赤く熟す。北海道（奥尻島）、本州、四国、九州に分布し、丘陵地林内の木陰にふつうに生育する[2][5]。マンリョウ（万両）やヒャクリョウ（百両、カラタチバナ）に対してジュウリョウ（十両）とも言われ[9]、庭木や鉢植えとして栽培され、正月の飾りに使われる。国外では朝鮮半島、中国大陸、台湾に分布する[2][5]。
- ツルコウジ Ardisia pusilla A.DC. - 常緑小低木で茎は横に這い、斜上して高さ10-15cmになる。6-8月に枝の鱗片葉の腋に白い花を下向きに2-4個つけ、果実は12月頃赤く熟す。本州（千葉県以西）、四国、九州、琉球諸島に分布し、低山、丘陵地の木陰に生育する。国外では朝鮮半島、中国大陸、台湾、フィリピンに分布する[2][5][7]。
- シシアクチ Ardisia quinquegona Blume - 常緑低木または小高木で高さ2-5mになる。5-6月に枝の上部の葉腋に白い花を10数個つけ、果実は11月頃黒く熟し翌年の春まで残る。九州（屋久島・種子島）から琉球諸島に分布し、常緑樹林内に生育する。国外では中国大陸、台湾、インドシナ半島に分布する[2][5]。
- モクタチバナ Ardisia sieboldii Miq. - 常緑低木または高木で高さ2-8mになり、大きなものは10mに達する。5-7月に枝の上部に葉腋から花序をだし、白い花を多数つける。果実は12月頃黒紫色に熟し翌年の春まで残る。四国（南部）、九州、琉球諸島、小笠原諸島に分布し、常緑樹林内に生育する。国外では中国大陸南東部、台湾に分布する[2][5][7]。
- オオツルコウジ Ardisia walkeri Yuen P.Yang - つる性常緑小低木で茎は横に這い、斜上して直立し高さ10-30cmになる。ヤブコウジとツルコウジの中間的な形状を示すが、ツルコウジのように匍匐した枝に葉はつけない。5-7月に鱗片葉の腋に白い花を2-6個つけ、果実は赤く熟す。本州（千葉県以西）、伊豆諸島、九州、奄美諸島に分布し、暖地の照葉樹林の林床に生育する[5][7]。絶滅危惧IB類(EN)（環境省）。

### その他、アジアに分布する主な種、栽培種
- トンロクヤブコウジ Ardisia brevicaulis Diels
- ヒイラギマンリョウ Ardisia cornudentata Mez
- コウトウタチバナ Ardisia elliptica Thunb.
- ヒカゲコウジ Ardisia maclurei Merr.
- トウランアクチ Ardisia obtusa Mez
- オオマンリョウ Ardisia polysticta Miq.
- コビトマンリョウ Ardisia violacea (T.Suzuki) W.Z.Fang et K.Yao

## ギャラリー
- マンリョウ
- カラタチバナ
- ヤブコウジ
- シシアクチ
- コウトウタチバナ